# Micrathena crassa
Micrathena crassa är en spindelart som först beskrevs av Eugen von Keyserling 1864.  Micrathena crassa ingår i släktet Micrathena och familjen hjulspindlar. Inga underarter finns listade i Catalogue of Life.